# Antonio Apparuti
Antonio Apparuti (Modena, 13 maggio 1797 – 5 marzo 1844) è stato un artigiano italiano.

## Biografia
Antonio Apparuti nacque a Modena nel 1797 da Pietro, portiere della Comunità, e Anna Lancellotti. Visse insieme ai genitori e ai suoi sei fratelli in Contrada San Michele n.85 a Modena fino al 1821, per poi unirsi in matrimonio con la cameriera Fortunata Tassi.

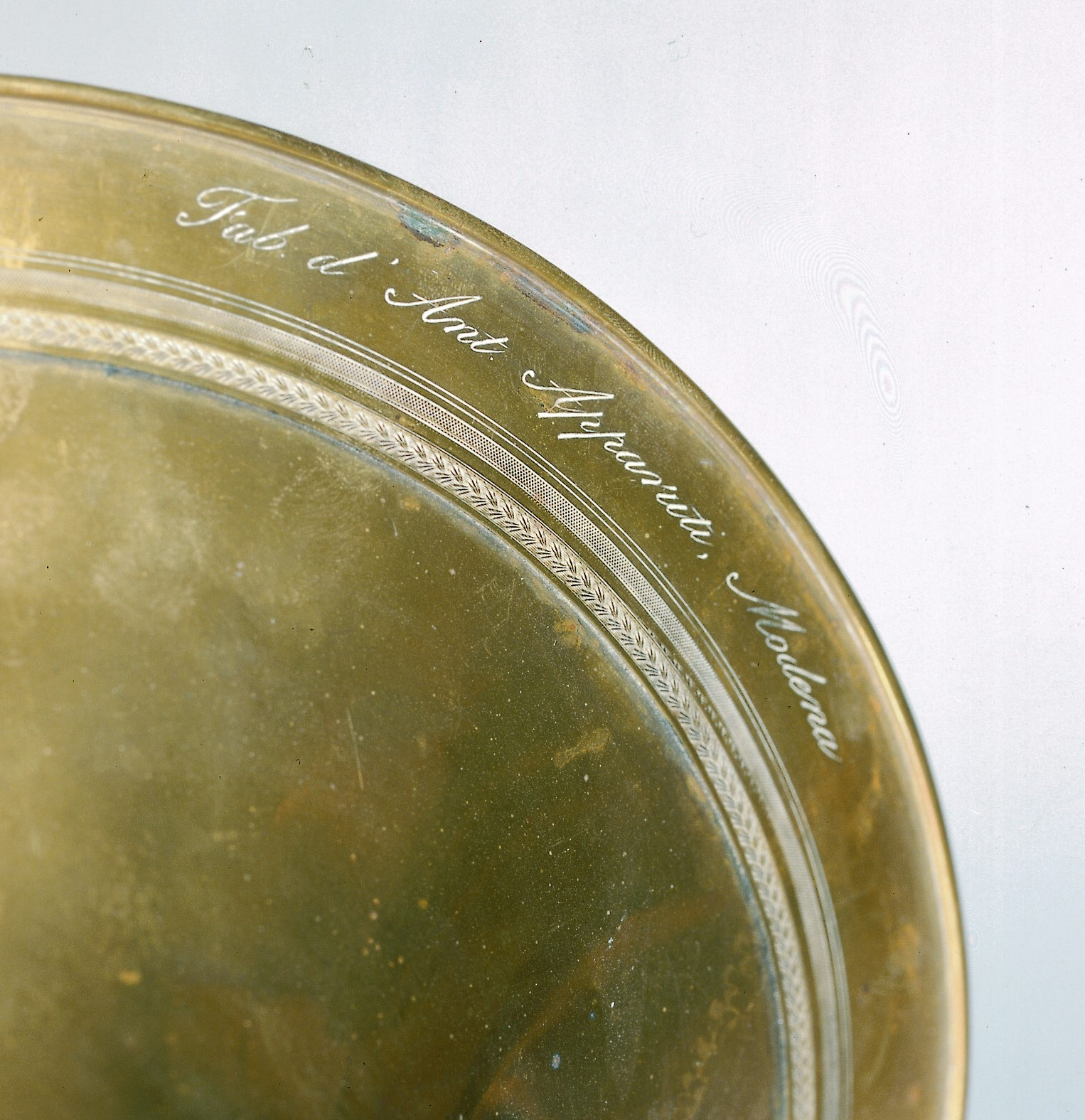
Antonio Apparuti, Corno in Sib alto, Museo Civico di Modena, 1831-1845

### La formazione e la breve attività di armaiolo
Iscritto presso l'Accademia Atestina di Modena, nel Dipartimento del Panaro del Regno d’Italia, Apparuti affinò le sue conoscenze nella Sezione d’Arti Meccaniche qualificandosi già all’età di 14 anni come “armarolo”. Con l’avvento del periodo napoleonico il sistema scolastico subì delle variazioni ma Apparuti riuscì a completare i suoi studi specializzandosi nella costruzione di armi da fuoco, aggiudicandosi anche un premio nel 1813 grazie ad un concorso indetto dall’Ateneo Modenese. Della sua attività come armaiolo resta oggi soltanto un’arma per la caccia agli uccelli acquatici, un Archibuso da valle, firmato e datato 1825 all'interno dell'acciarino costruito "alla moderna". La canna del fucile riporta il marchio della prestigiosa produzione di Liegi.

### La costruzione di strumenti musicali in ottone

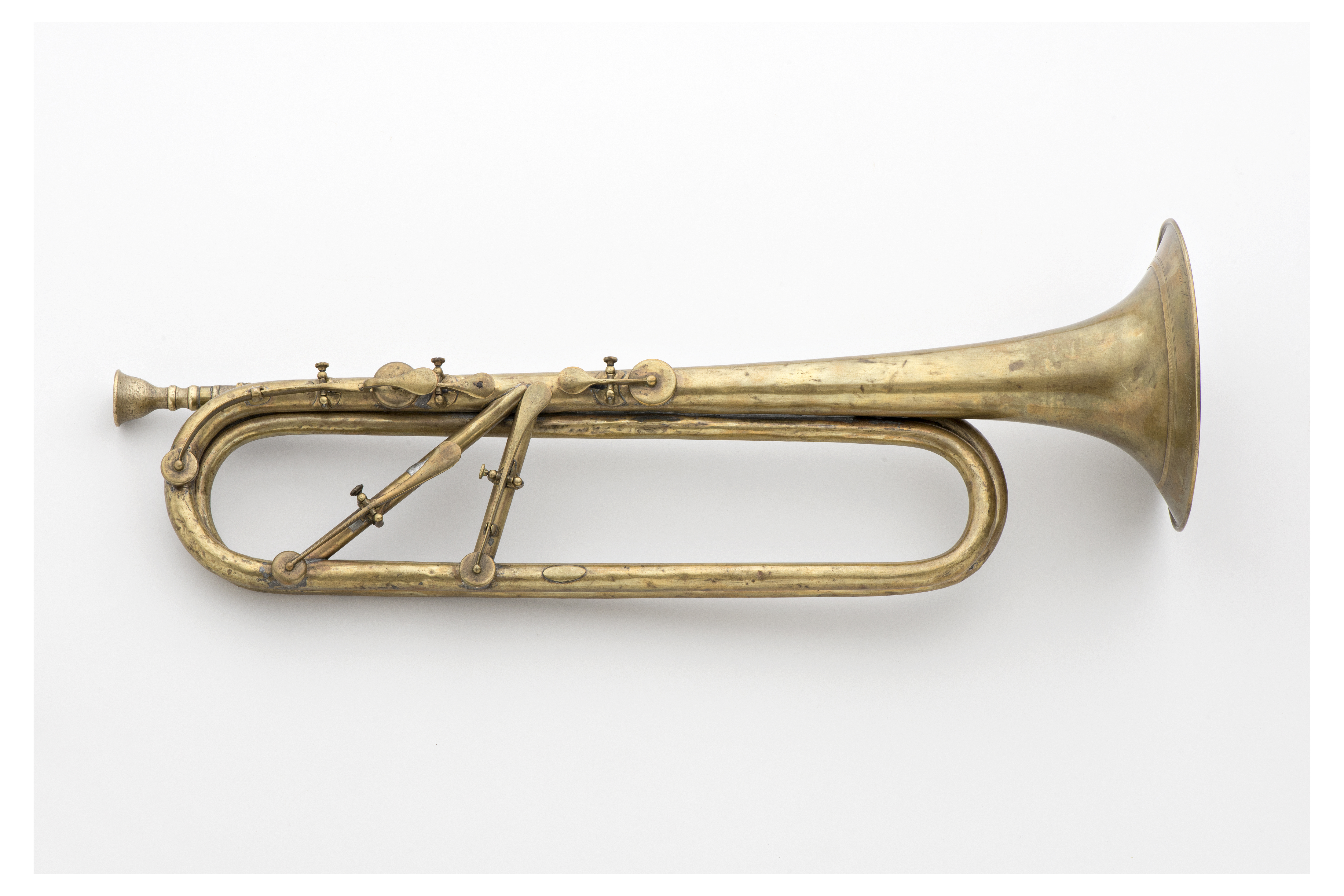
Antonio Apparuti, Tromba a cinque chiavi, Museo Civico di Modena, 1837

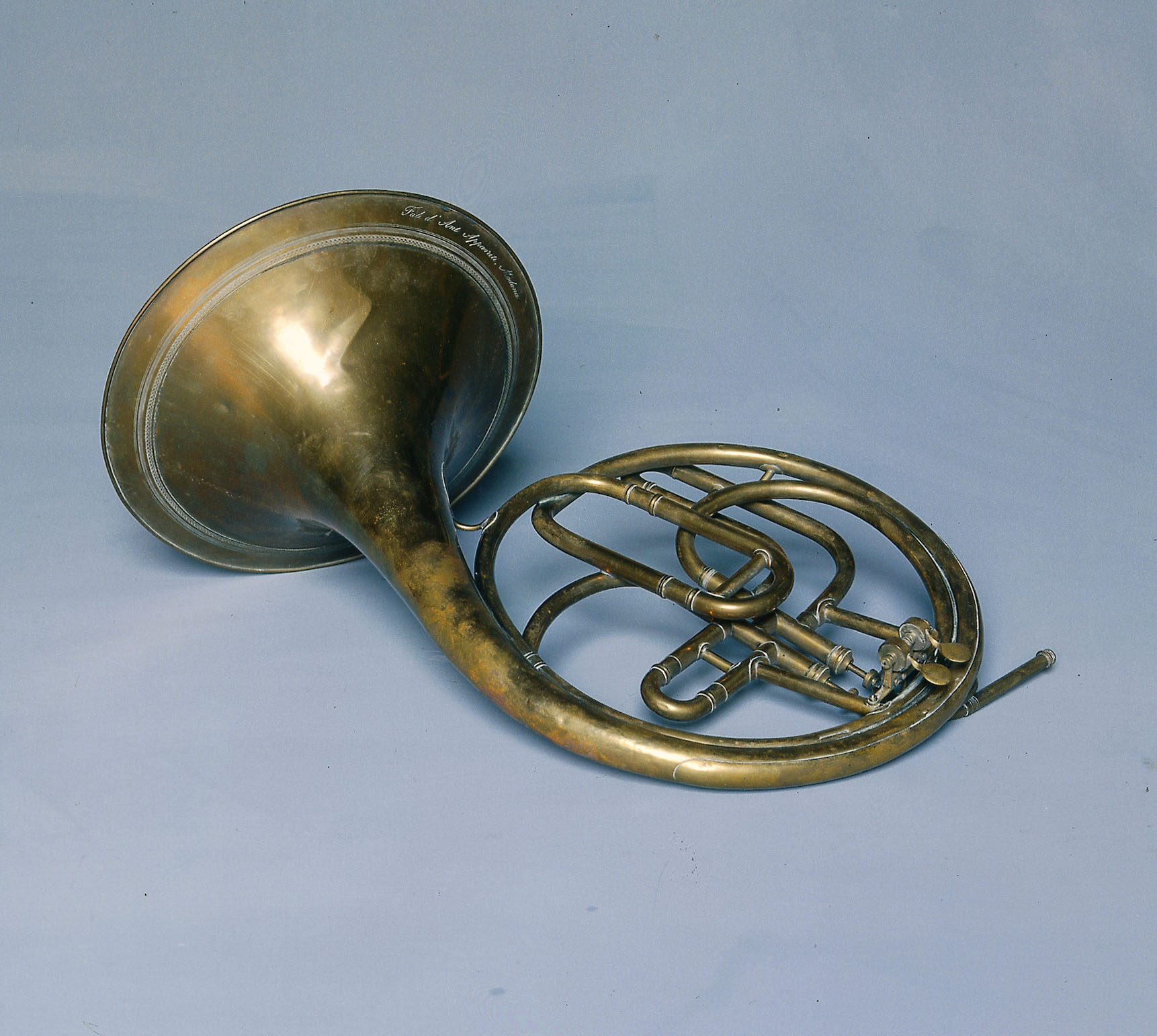
Antonio Apparuti, Corno in Sib alto, Museo Civico di Modena, 1831-1845

Le abilità tecniche nel settore della meccanica acquisite durante gli anni della formazione facilitarono l’avvicinamento allo studio di strumenti a fiato in ottone. In un concorso tenutosi nel 1830 il nome di Apparuti comparve per la prima volta nella costruzione di strumenti musicali e dalla sua prima bottega situata in Corso Canalchiaro uscirono oflicleidi e trombe di alta qualità.

#### Le innovazioni
Apparuti non si limitò alla semplice costruzione di strumenti ma ne studiò anche il funzionamento ed i meccanismi introducendo un nuovo sistema a pistoni che fu emulato anche da artigiani stranieri.
La sua variante nei pistoni di tipo Schubventil è solo una delle migliorie che contribuì a facilitarne l'uso ed ottimizzare la qualità del suono di flicorno e corno.
Nonostante l’impegno dell’artigiano nel cercare di porre rimedio ai problemi di timbro della nuova e molto richiesta tipologia di tromba ideata da Anton Weidinger, la tromba a chiavi, non ottenne il successo sperato.
L'assenza di un sostegno economico da parte del governo e la grande concorrenza fuori Italia, soprattutto viennese, furono due dei motivi per cui la fabbrica di Apparuti tentò invano la fortuna mediante la costruzione anche di altri tipi di apparecchi.

### La produzione di strumenti scientifici nei suoi ultimi anni di vita
Quando Apparuti iniziò a fabbricare anche strumenti scientifici di precisione il suo laboratorio si era già trasferito nella ormai soppressa chiesa di San Giacomo e la città di Modena contava numerose botteghe artigiane specializzate, come la bottega di Giovanni Battista Amici, da tempo inserite sul mercato. Malgrado la sua prospera produzione di trombe, tromboni, corni e oflicleidi Apparuti fu ricordato come "meccanico" nel documento di morte ma fu stimato ed apprezzato dall'ambiente culturale locale. Alla sua morte improvvisa nel 1844 si aggiunse il tentativo del primogenito Achille di far rivivere la fabbrica avviata dal padre, che si ridusse ben presto alla sola produzione di bilance e stradere, abbandonando definitivamente la produzione di strumenti musicali. 

### Le donazioni al Museo Civico di Modena

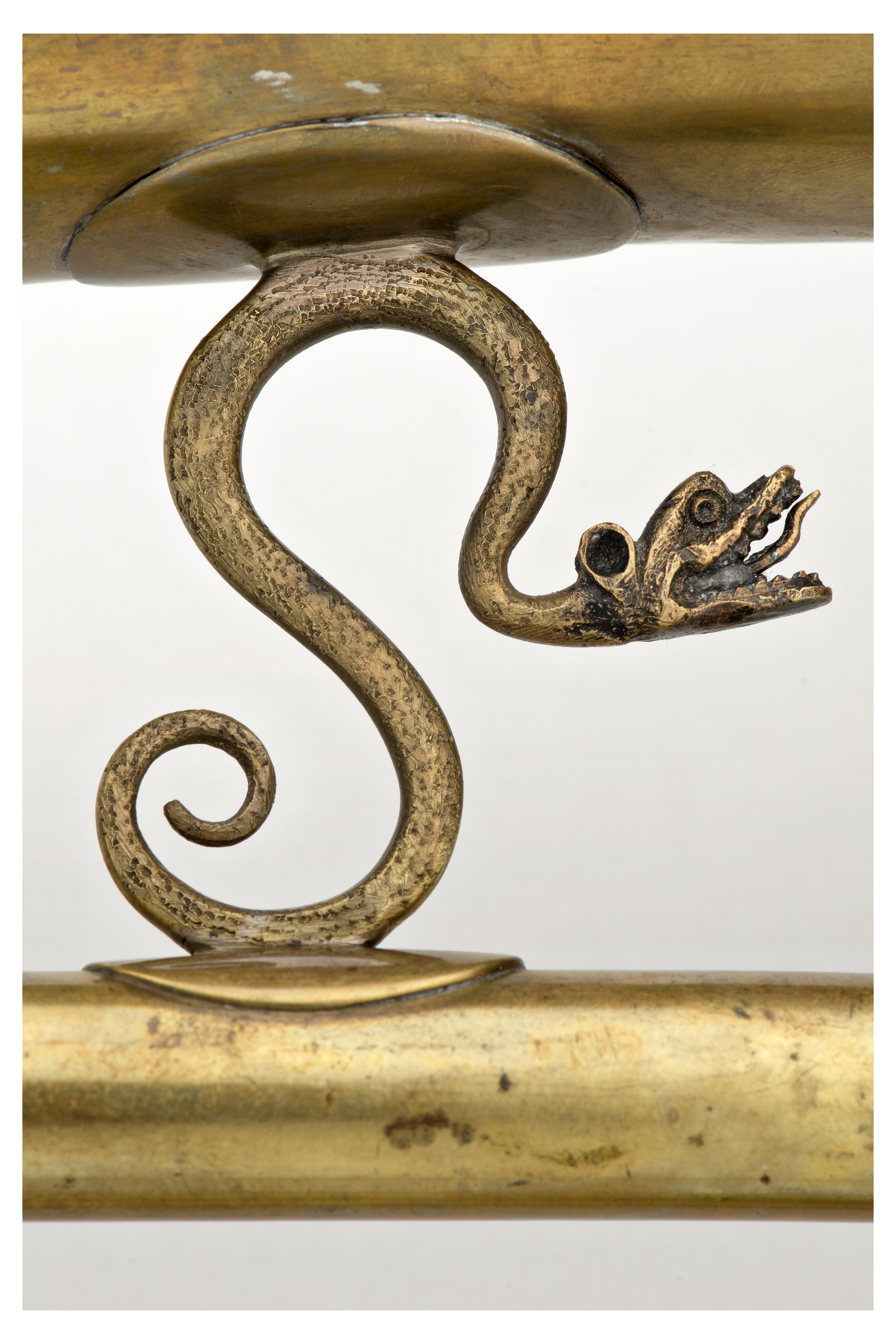
Antonio Apparuti, Trombone tenore, Museo Civico di Modena, 1831-1845

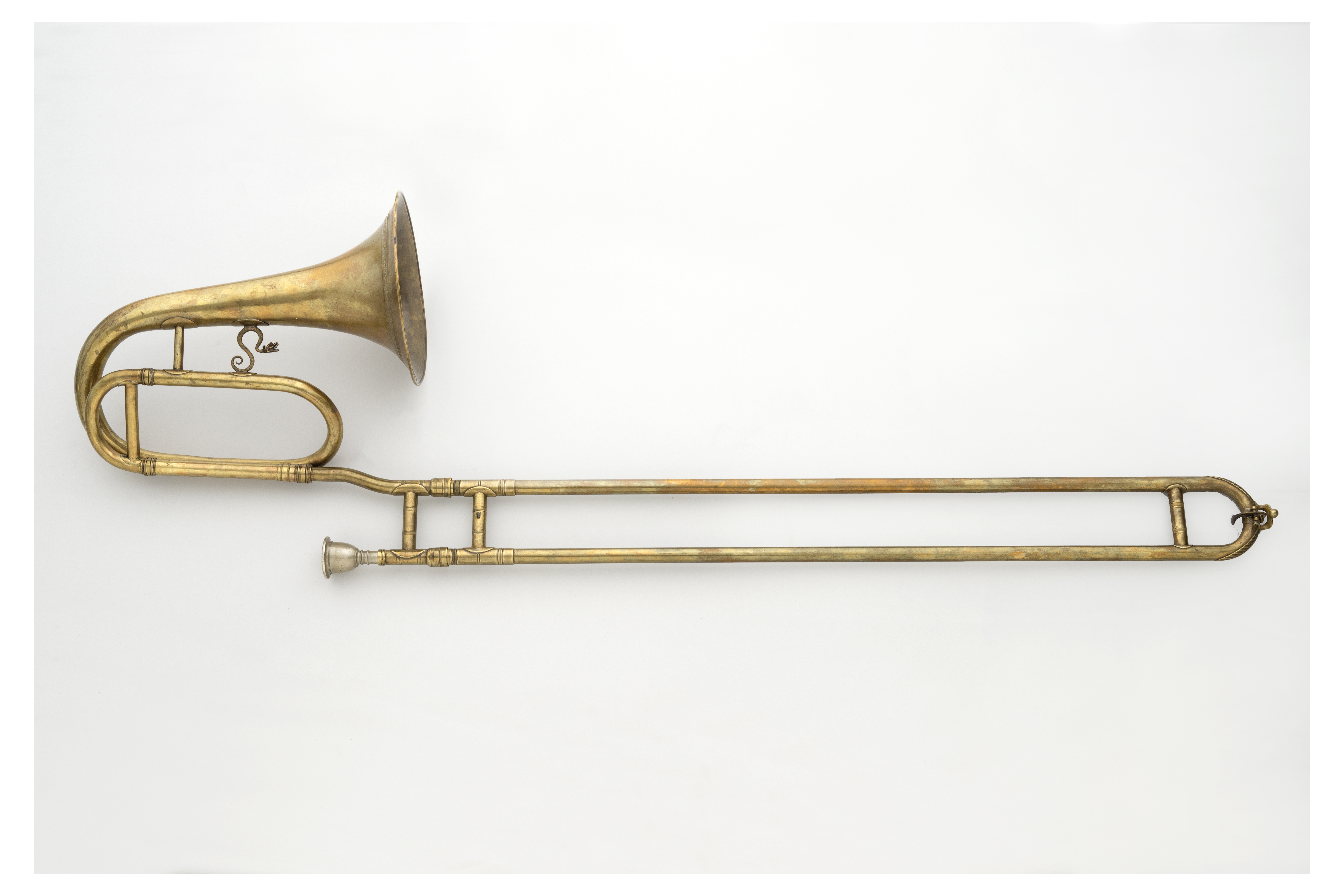
Antonio Apparuti, Trombone tenore, Museo Civico di Modena, 1831-1845

Ad oggi non si hanno notizie precise sulle commissioni e sul numero di oggetti da lui fabbricati tra 1830 e 1844, tuttavia alcuni strumenti superstiti sono oggi conservati presso il Museo civico di Modena: un flicorno basso grave datato "Modena - 1841" e firmato "Fab. d'Ant.Apparuti", e due trombe a cinque chiavi costruiti tra 1837 e 1841 donati nel 1891 dal costruttore di ottoni Pietro Borsari.
Nel 1946 la famiglia Viti Molza donò al museo un trombone à coulisse o a tiro intonato in Si♭, il Trombone tenore, in grado di produrre la scala cromatica e abilmente decorato dall'artigiano. 
L'unico strumento non documentato che fece il suo ingresso è un corno a pistoni a due tasti che riporta incisa sull'orlo del padiglione la sua elegante firma.
Grazie al lascito del conte Luigi Francesco Valdrighi la raccolta del Museo si arricchì notevolmente con differenti tipologie di strumenti realizzati da botteghe italiane e straniere.